# كريستوفر س. هارمون
كريستوفر س. هارمون (بالإنجليزية: Christopher C. Harmon)‏ هو أكاديمي أمريكي، ولد في 1954.